# Tales from the Punchbowl
Tales from the Punchbowl è il quarto album in studio del gruppo statunitense Primus, pubblicato nel 1995 dalla Interscope Records.
I singoli estratti da questo album sono Wynona's Big Brown Beaver e Southbound Pachyderm.
L'album è stato certificato disco d'oro nel 1995.

## Tracce
1. Professor Nutbutter's House of Treats (Les Claypool/Larry LaLonde) - 7:13
2. Mrs. Blaileen (Claypool/LaLonde/Tim Alexander) - 3:19
3. Wynona's Big Brown Beaver (Claypool/LaLonde) - 4:23
4. Southbound Pachyderm (Claypool/LaLonde/Alexander) - 6:22
5. Space Farm (Claypool) - 1:45
6. Year of the Parrot (Claypool/LaLonde/Alexander) - 5:45
7. Hellbound 17 1/2 (Theme From) (Claypool/LaLonde/Alexander) - 2:59
8. Glass Sandwich (Claypool/LaLonde/Alexander) - 4:05
9. Del Davis Tree Farm (Claypool/LaLonde/Alexander) - 3:23
10. De Anza Jig (Claypool/LaLonde) - 2:26
11. On the Tweek Again (Claypool/LaLonde/Alexander) - 4:41
12. Over the Electric Grapevine (Claypool/LaLonde/Alexander) - 6:25
13. Captain Shiner (Claypool) - 1:17

## Singoli
- Wynona's Big Brown Beaver
- Southbound Pachyderm

## Formazione
- Les Claypool - voce, basso
- Larry "Ler" LaLonde - chitarra
- Tim "Herb" Alexander - batteria